# Ekskär
Ekskär är en ö i Finland.   Den ligger i kommunen Pargas i den ekonomiska regionen  Åboland  och landskapet Egentliga Finland, i den sydvästra delen av landet, 210 km väster om huvudstaden Helsingfors. Arean är 0,25 kvadratkilometer.
Terrängen på Ekskär är mycket platt. Öns högsta punkt är 24 meter över havet. Den sträcker sig 0,9 kilometer i nord-sydlig riktning, och 0,6 kilometer i öst-västlig riktning.